# Fed Cup 2010
Fed Cup 2010 – 48 edycja tenisowego Pucharu Federacji. Zawody odbywały się w następujących terminach:
- 6 – 7 lutego – I runda Grupy Światowej oraz Grupy Światowej II, rozgrywki strefowe
- 24 – 25 kwietnia – półfinały Grupy Światowej, konfrontacje barażowe
- 6 – 7 listopada – finał Grupy Światowej

Triumfatorkami zostały Włoszki, obrończynie tytułu z 2009 roku.

## Grupa Światowa
|  |                    |                    |                    |                   |   |                         |                         |                         |  |  |                     |                     |                     |
|  | I runda 6-7 lutego | I runda 6-7 lutego | I runda 6-7 lutego |                   |   | Półfinał 24-25 kwietnia | Półfinał 24-25 kwietnia | Półfinał 24-25 kwietnia |  |  | Finał 6-7 listopada | Finał 6-7 listopada | Finał 6-7 listopada |
|  | I runda 6-7 lutego | I runda 6-7 lutego | I runda 6-7 lutego |                   |   | Półfinał 24-25 kwietnia | Półfinał 24-25 kwietnia | Półfinał 24-25 kwietnia |  |  | Finał 6-7 listopada | Finał 6-7 listopada | Finał 6-7 listopada |
|  |                    |                    |                    |                   |   |                         |                         |                         |  |  |                     |                     |                     |
|  |                    |                    |                    |                   |   |                         |                         |                         |  |  |                     |                     |                     |
|  | Włochy             | Włochy             | 4                  |                   |   |                         |                         |                         |  |  |                     |                     |                     |
|  | Włochy             | Włochy             | 4                  |                   |   |                         |                         |                         |  |  |                     |                     |                     |
|  | Ukraina            | Ukraina            | 1                  |                   |   |                         |                         |                         |  |  |                     |                     |                     |
|  | Ukraina            | Ukraina            | 1                  |                   |   | 1                       | Włochy                  | 5                       |  |  |                     |                     |                     |
|  |                    |                    |                    |                   |   | 1                       | Włochy                  | 5                       |  |  |                     |                     |                     |
|  |                    |                    | 4                  | Czechy            | 0 |                         |                         |                         |  |  |                     |                     |                     |
|  | Czechy             | Czechy             | 4                  | Czechy            | 0 | 3                       |                         |                         |  |  |                     |                     |                     |
|  | Czechy             | Czechy             |                    |                   |   |                         |                         |                         |  |  |                     |                     |                     |
|  | Niemcy             | Niemcy             | 2                  |                   |   |                         |                         |                         |  |  |                     |                     |                     |
|  | Niemcy             | Niemcy             | 2                  |                   |   | 1                       | Włochy                  | 3                       |  |  |                     |                     |                     |
|  |                    |                    |                    |                   |   |                         |                         |                         |  |  |                     |                     |                     |
|  |                    |                    | 3                  | Stany Zjednoczone | 1 |                         |                         |                         |  |  |                     |                     |                     |
|  | Rosja              | Rosja              | 3                  | Stany Zjednoczone | 1 | 3                       |                         |                         |  |  |                     |                     |                     |
|  | Rosja              | Rosja              |                    |                   |   |                         |                         |                         |  |  |                     |                     |                     |
|  | Serbia             | Serbia             | 2                  |                   |   |                         |                         |                         |  |  |                     |                     |                     |
|  | Serbia             | Serbia             | 2                  |                   |   | 3                       | Rosja                   | 2                       |  |  |                     |                     |                     |
|  |                    |                    |                    |                   |   | 3                       | Rosja                   | 2                       |  |  |                     |                     |                     |
|  |                    |                    | 2                  | Stany Zjednoczone | 3 |                         |                         |                         |  |  |                     |                     |                     |
|  | Stany Zjednoczone  | Stany Zjednoczone  | 2                  | Stany Zjednoczone | 3 | 4                       |                         |                         |  |  |                     |                     |                     |
|  | Stany Zjednoczone  | Stany Zjednoczone  |                    |                   |   |                         |                         |                         |  |  |                     |                     |                     |
|  | Francja            | Francja            | 1                  |                   |   |                         |                         |                         |  |  |                     |                     |                     |
|  | Francja            | Francja            | 1                  |                   |   |                         |                         |                         |  |  |                     |                     |                     |

## Ćwierćfinały

### Składy
| Czechy                                                                         | Francja                                                          | Niemcy                                                                   | Włochy                                                            |
| ------------------------------------------------------------------------------ | ---------------------------------------------------------------- | ------------------------------------------------------------------------ | ----------------------------------------------------------------- |
| Lucie Hradecká Petra Kvitová Lucie Šafářová Květa Peschke                      | Alizé Cornet Julie Coin Pauline Parmentier Stéphanie Cohen-Aloro | Anna-Lena Grönefeld Andrea Petković Kristina Barrois Tatjana Malek       | Flavia Pennetta Francesca Schiavone Sara Errani Roberta Vinci     |
| Rosja                                                                          | Serbia                                                           | Ukraina                                                                  | Stany Zjednoczone                                                 |
| Alisa Klejbanowa Wiera Duszewina Swietłana Kuzniecowa Anastasija Pawluczenkowa | Jelena Janković Ana Ivanović Ana Jovanović Bojana Jovanovski     | Alona Bondarenko Kateryna Bondarenko Marija Korytcewa Wiktorija Kutuzowa | Melanie Oudin Christina McHale Liezel Huber Bethanie Mattek-Sands |

### Wyniki
| Włochy | Włochy  | 4                                     | 1 | Ukraina | Ukraina |
| --- | ------- | ------------------------------------- | - | ------- | ------- |
| Pałac Sportu "Lokomotiw", Charków, Ukraina typ piłek: Wilson US Open 6 lutego – 7 lutego 2010 |         |                                       |   |         |         |
| \| 1 \| \| Francesca Schiavone \| 1 \| 4 \| \| \| 1 \| \| Alona Bondarenko \| 6 \| 6 \| \| \| 2 \| \| Flavia Pennetta \| 7 \| 6 \| \| \| 2 \| \| Kateryna Bondarenko \| 5 \| 3 \| \| \| 3 \| \| Flavia Pennetta \| 7 \| 7 \| \| \| 3 \| \| Alona Bondarenko \| 5 \| 63 \| \| \| 4 \| \| Francesca Schiavone \| 2 \| 6 \| 6 \| \| 4 \| \| Kateryna Bondarenko \| 6 \| 1 \| 1 \| \| 5 \| \| Marija Korytcewa / Wiktorija Kutuzowa \| 1 \| 3 \| \| \| 5 \| \| Sara Errani / Roberta Vinci \| 6 \| 6 \| \| |         |                                       |   |         |         |
| 1 | Włochy  | Francesca Schiavone                   | 1 | 4       |         |
| 1 | Ukraina | Alona Bondarenko                      | 6 | 6       |         |
| 2 | Włochy  | Flavia Pennetta                       | 7 | 6       |         |
| 2 | Ukraina | Kateryna Bondarenko                   | 5 | 3       |         |
| 3 | Włochy  | Flavia Pennetta                       | 7 | 7       |         |
| 3 | Ukraina | Alona Bondarenko                      | 5 | 63      |         |
| 4 | Włochy  | Francesca Schiavone                   | 2 | 6       | 6       |
| 4 | Ukraina | Kateryna Bondarenko                   | 6 | 1       | 1       |
| 5 | Ukraina | Marija Korytcewa / Wiktorija Kutuzowa | 1 | 3       |         |
| 5 | Włochy  | Sara Errani / Roberta Vinci           | 6 | 6       |         |

| Czechy | Czechy | 3                                   | 2 | Niemcy | Niemcy |
| --- | ------ | ----------------------------------- | - | ------ | ------ |
| Brno Exhibition Center, Brno, Czechy typ piłek: Wilson Australian Open 6 lutego – 7 lutego 2010 |        |                                     |   |        |        |
| \| 1 \| \| Lucie Šafářová \| 2 \| 2 \| \| \| 1 \| \| Anna-Lena Grönefeld \| 6 \| 6 \| \| \| 2 \| \| Petra Kvitová \| 6 \| 6 \| \| \| 2 \| \| Andrea Petković \| 4 \| 4 \| \| \| 3 \| \| Lucie Hradecká \| 6 \| 7 \| \| \| 3 \| \| Andrea Petković \| 1 \| 65 \| \| \| 4 \| \| Petra Kvitová \| 6 \| 3 \| 2 \| \| 4 \| \| Anna-Lena Grönefeld \| 4 \| 6 \| 6 \| \| 5 \| \| Lucie Hradecká / Květa Peschke \| 6 \| 6 \| \| \| 5 \| \| Anna-Lena Grönefeld / Tatjana Malek \| 1 \| 3 \| \| |        |                                     |   |        |        |
| 1 | Czechy | Lucie Šafářová                      | 2 | 2      |        |
| 1 | Niemcy | Anna-Lena Grönefeld                 | 6 | 6      |        |
| 2 | Czechy | Petra Kvitová                       | 6 | 6      |        |
| 2 | Niemcy | Andrea Petković                     | 4 | 4      |        |
| 3 | Czechy | Lucie Hradecká                      | 6 | 7      |        |
| 3 | Niemcy | Andrea Petković                     | 1 | 65     |        |
| 4 | Czechy | Petra Kvitová                       | 6 | 3      | 2      |
| 4 | Niemcy | Anna-Lena Grönefeld                 | 4 | 6      | 6      |
| 5 | Czechy | Lucie Hradecká / Květa Peschke      | 6 | 6      |        |
| 5 | Niemcy | Anna-Lena Grönefeld / Tatjana Malek | 1 | 3      |        |

| Serbia | Serbia | 2                                       | 3 | Rosja | Rosja |
| --- | ------ | --------------------------------------- | - | ----- | ----- |
| Belgrade Arena, Belgrad, Serbia typ piłek: Wilson US Open 6 lutego – 7 lutego 2010 |        |                                         |   |       |       |
| \| 1 \| \| Ana Ivanović \| 1 \| 4 \| \| \| 1 \| \| Swietłana Kuzniecowa \| 6 \| 6 \| \| \| 2 \| \| Jelena Janković \| 4 \| 6 \| 6 \| \| 2 \| \| Alisa Klejbanowa \| 6 \| 4 \| 0 \| \| 3 \| \| Jelena Janković \| 6 \| 4 \| 6 \| \| 3 \| \| Swietłana Kuzniecowa \| 3 \| 6 \| 3 \| \| 4 \| \| Ana Ivanović \| 2 \| 3 \| \| \| 4 \| \| Alisa Klejbanowa \| 6 \| 6 \| \| \| 5 \| \| Ana Ivanović / Jelena Janković \| 1 \| 4 \| \| \| 5 \| \| Alisa Klejbanowa / Swietłana Kuzniecowa \| 6 \| 6 \| \| |        |                                         |   |       |       |
| 1 | Serbia | Ana Ivanović                            | 1 | 4     |       |
| 1 | Rosja  | Swietłana Kuzniecowa                    | 6 | 6     |       |
| 2 | Serbia | Jelena Janković                         | 4 | 6     | 6     |
| 2 | Rosja  | Alisa Klejbanowa                        | 6 | 4     | 0     |
| 3 | Serbia | Jelena Janković                         | 6 | 4     | 6     |
| 3 | Rosja  | Swietłana Kuzniecowa                    | 3 | 6     | 3     |
| 4 | Serbia | Ana Ivanović                            | 2 | 3     |       |
| 4 | Rosja  | Alisa Klejbanowa                        | 6 | 6     |       |
| 5 | Serbia | Ana Ivanović / Jelena Janković          | 1 | 4     |       |
| 5 | Rosja  | Alisa Klejbanowa / Swietłana Kuzniecowa | 6 | 6     |       |

| Francja | Francja           | 1                                    | 4  | Stany Zjednoczone | Stany Zjednoczone |
| --- | ----------------- | ------------------------------------ | -- | ----------------- | ----------------- |
| Stade Couvert Regional Lievin, Liévin, Francja typ piłek: Dunlop Roland Garros 6 lutego – 7 lutego 2010 |                   |                                      |    |                   |                   |
| \| 1 \| \| Alizé Cornet \| 67 \| 5 \| \| \| 1 \| \| Bethanie Mattek-Sands \| 7 \| 7 \| \| \| 2 \| \| Pauline Parmentier \| 4 \| 4 \| \| \| 2 \| \| Melanie Oudin \| 6 \| 6 \| \| \| 3 \| \| Julie Coin \| 63 \| 4 \| \| \| 3 \| \| Melanie Oudin \| 7 \| 6 \| \| \| 4 \| \| Pauline Parmentier \| 6 \| 6 \| \| \| 4 \| \| Christina McHale \| 4 \| 4 \| \| \| 5 \| \| Stéphanie Cohen-Aloro / Alizé Cornet \| 2 \| 3 \| \| \| 5 \| \| Liezel Huber / Bethanie Mattek-Sands \| 6 \| 6 \| \| |                   |                                      |    |                   |                   |
| 1 | Francja           | Alizé Cornet                         | 67 | 5                 |                   |
| 1 | Stany Zjednoczone | Bethanie Mattek-Sands                | 7  | 7                 |                   |
| 2 | Francja           | Pauline Parmentier                   | 4  | 4                 |                   |
| 2 | Stany Zjednoczone | Melanie Oudin                        | 6  | 6                 |                   |
| 3 | Francja           | Julie Coin                           | 63 | 4                 |                   |
| 3 | Stany Zjednoczone | Melanie Oudin                        | 7  | 6                 |                   |
| 4 | Francja           | Pauline Parmentier                   | 6  | 6                 |                   |
| 4 | Stany Zjednoczone | Christina McHale                     | 4  | 4                 |                   |
| 5 | Francja           | Stéphanie Cohen-Aloro / Alizé Cornet | 2  | 3                 |                   |
| 5 | Stany Zjednoczone | Liezel Huber / Bethanie Mattek-Sands | 6  | 6                 |                   |

## Półfinały

### Składy
| Włochy                                                        | Czechy                                                    | Stany Zjednoczone                                                | Rosja                                                     |
| ------------------------------------------------------------- | --------------------------------------------------------- | ---------------------------------------------------------------- | --------------------------------------------------------- |
| Flavia Pennetta Francesca Schiavone Sara Errani Roberta Vinci | Lucie Šafářová Petra Kvitová Lucie Hradecká Květa Peschke | Melanie Oudin Bethanie Mattek-Sands Liezel Huber Sloane Stephens | Jelena Diemientjewa Jekatierina Makarowa Ałła Kudriawcewa |

### Wyniki
| Włochy | Włochy | 5                              | 0  | Czechy | Czechy |
| --- | ------ | ------------------------------ | -- | ------ | ------ |
| Foro Italico – Stadio "Nicola Pietrangeli", Rzym, Włochy typ piłek: Dunlop Fort Clay Court 24 kwietnia – 25 kwietnia 2010 |        |                                |    |        |        |
| \| 1 \| \| Flavia Pennetta \| 6 \| 7 \| \| \| 1 \| \| Lucie Hradecká \| 4 \| 5 \| \| \| 2 \| \| Francesca Schiavone \| 6 \| 6 \| \| \| 2 \| \| Lucie Šafářová \| 0 \| 2 \| \| \| 3 \| \| Flavia Pennetta \| 7 \| 6 \| \| \| 3 \| \| Petra Kvitová \| 63 \| 2 \| \| \| 4 \| \| Sara Errani \| 6 \| 6 \| \| \| 4 \| \| Lucie Hradecká \| 4 \| 2 \| \| \| 5 \| \| Sara Errani / Roberta Vinci \| 6 \| 6 \| \| \| 5 \| \| Lucie Hradecká / Květa Peschke \| 2 \| 4 \| \| |        |                                |    |        |        |
| 1 | Włochy | Flavia Pennetta                | 6  | 7      |        |
| 1 | Czechy | Lucie Hradecká                 | 4  | 5      |        |
| 2 | Włochy | Francesca Schiavone            | 6  | 6      |        |
| 2 | Czechy | Lucie Šafářová                 | 0  | 2      |        |
| 3 | Włochy | Flavia Pennetta                | 7  | 6      |        |
| 3 | Czechy | Petra Kvitová                  | 63 | 2      |        |
| 4 | Włochy | Sara Errani                    | 6  | 6      |        |
| 4 | Czechy | Lucie Hradecká                 | 4  | 2      |        |
| 5 | Włochy | Sara Errani / Roberta Vinci    | 6  | 6      |        |
| 5 | Czechy | Lucie Hradecká / Květa Peschke | 2  | 4      |        |

| Stany Zjednoczone | Stany Zjednoczone | 3                                      | 2  | Rosja | Rosja |
| --- | ----------------- | -------------------------------------- | -- | ----- | ----- |
| Birmingham-Jefferson Convention Complex Arena (BJCC Arena), Birmingham, USA typ piłek: Wilson US Open Regular Duty 24 kwietnia – 25 kwietnia 2010 |                   |                                        |    |       |       |
| \| 1 \| \| Melanie Oudin \| 6 \| 6 \| \| \| 1 \| \| Ałła Kudriawcewa \| 3 \| 3 \| \| \| 2 \| \| Bethanie Mattek-Sands \| 4 \| 3 \| \| \| 2 \| \| Jelena Diemientjewa \| 6 \| 6 \| \| \| 3 \| \| Melanie Oudin \| 64 \| 6 \| 3 \| \| 3 \| \| Jelena Diemientjewa \| 7 \| 0 \| 6 \| \| 4 \| \| Bethanie Mattek-Sands \| 6 \| 2 \| 6 \| \| 4 \| \| Jekatierina Makarowa \| 4 \| 6 \| 3 \| \| 5 \| \| Liezel Huber / Bethanie Mattek-Sands \| 6 \| 6 \| \| \| 5 \| \| Jelena Diemientjewa / Ałła Kudriawcewa \| 3 \| 1 \| \| |                   |                                        |    |       |       |
| 1 | Stany Zjednoczone | Melanie Oudin                          | 6  | 6     |       |
| 1 | Rosja             | Ałła Kudriawcewa                       | 3  | 3     |       |
| 2 | Stany Zjednoczone | Bethanie Mattek-Sands                  | 4  | 3     |       |
| 2 | Rosja             | Jelena Diemientjewa                    | 6  | 6     |       |
| 3 | Stany Zjednoczone | Melanie Oudin                          | 64 | 6     | 3     |
| 3 | Rosja             | Jelena Diemientjewa                    | 7  | 0     | 6     |
| 4 | Stany Zjednoczone | Bethanie Mattek-Sands                  | 6  | 2     | 6     |
| 4 | Rosja             | Jekatierina Makarowa                   | 4  | 6     | 3     |
| 5 | Stany Zjednoczone | Liezel Huber / Bethanie Mattek-Sands   | 6  | 6     |       |
| 5 | Rosja             | Jelena Diemientjewa / Ałła Kudriawcewa | 3  | 1     |       |

## Finał

### Składy
| Włochy                                                        | Stany Zjednoczone                                                |
| ------------------------------------------------------------- | ---------------------------------------------------------------- |
| Flavia Pennetta Francesca Schiavone Sara Errani Roberta Vinci | Melanie Oudin Bethanie Mattek-Sands Liezel Huber Coco Vandeweghe |

### Wyniki
| Włochy | Włochy            | 3                            | 1  | Stany Zjednoczone | Stany Zjednoczone |
| --- | ----------------- | ---------------------------- | -- | ----------------- | ----------------- |
| San Diego Sports Arena, San Diego, Stany Zjednoczone typ piłek: Wilson US Open Regular Duty 6 listopada – 7 listopada 2010 |                   |                              |    |                   |                   |
| \| 1 \| \| Francesca Schiavone \| 6 \| 6 \| \| \| 1 \| \| Coco Vandeweghe \| 2 \| 4 \| \| \| 2 \| \| Flavia Pennetta \| 7 \| 6 \| \| \| 2 \| \| Bethanie Mattek-Sands \| 64 \| 2 \| \| \| 3 \| \| Francesca Schiavone \| 3 \| 1 \| \| \| 3 \| \| Melanie Oudin \| 6 \| 6 \| \| \| 4 \| \| Flavia Pennetta \| 6 \| 6 \| \| \| 4 \| \| Coco Vandeweghe \| 1 \| 2 \| \| \| 5 \| \| Sara Errani / Roberta Vinci \| \| \| \| \| 5 \| \| Liezel Huber / Melanie Oudin \| \| \| nie rozegrano \| |                   |                              |    |                   |                   |
| 1 | Włochy            | Francesca Schiavone          | 6  | 6                 |                   |
| 1 | Stany Zjednoczone | Coco Vandeweghe              | 2  | 4                 |                   |
| 2 | Włochy            | Flavia Pennetta              | 7  | 6                 |                   |
| 2 | Stany Zjednoczone | Bethanie Mattek-Sands        | 64 | 2                 |                   |
| 3 | Włochy            | Francesca Schiavone          | 3  | 1                 |                   |
| 3 | Stany Zjednoczone | Melanie Oudin                | 6  | 6                 |                   |
| 4 | Włochy            | Flavia Pennetta              | 6  | 6                 |                   |
| 4 | Stany Zjednoczone | Coco Vandeweghe              | 1  | 2                 |                   |
| 5 | Włochy            | Sara Errani / Roberta Vinci  |    |                   |                   |
| 5 | Stany Zjednoczone | Liezel Huber / Melanie Oudin |    |                   | nie rozegrano     |

## Baraże o Grupę Światową

### Składy
| Belgia                                                        | Estonia                                                  | Ukraina                                                            | Australia                                                             |
| ------------------------------------------------------------- | -------------------------------------------------------- | ------------------------------------------------------------------ | --------------------------------------------------------------------- |
| Kim Clijsters Yanina Wickmayer Justine Henin Kirsten Flipkens | Kaia Kanepi Maret Ani Anett Schutting Margit Rüütel      | Alona Bondarenko Marija Korytcewa Ludmyła Kiczenok Nadija Kiczenok | Samantha Stosur Anastasija Rodionowa Alicia Molik Rennae Stubbs       |
| Niemcy                                                        | Francja                                                  | Serbia                                                             | Słowacja                                                              |
| Andrea Petković Julia Görges Tatjana Malek Kristina Barrois   | Julie Coin Alizé Cornet Pauline Parmentier Aravane Rezaï | Jelena Janković Bojana Jovanovski Ana Jovanović Aleksandra Krunić  | Daniela Hantuchová Magdaléna Rybáriková Lenka Wienerová Jana Čepelová |

### Wyniki
| Belgia | Belgia  | 3                                | 2 | Estonia | Estonia |  |
| --- | ------- | -------------------------------- | - | ------- | ------- |  |
| Grenslandhallen – Ethias Arena, Hasselt, Belgia typ piłek: Dunlop Fort Tournament 24 kwietnia – 25 kwietnia 2010 |         |                                  |   |         |         |  |
| \| 1 \| \| Kim Clijsters \| 6 \| 6 \| \| \| \| 1 \| \| Maret Ani \| 4 \| 2 \| \| \| \| 2 \| \| Yanina Wickmayer \| 6 \| 4 \| 6 \| \| \| 2 \| \| Kaia Kanepi \| 2 \| 6 \| 1 \| \| \| 3 \| \| Justine Henin \| 7 \| 4 \| 3 \| \| \| 3 \| \| Kaia Kanepi \| 6 \| 6 \| 6 \| \| \| 4 \| \| Yanina Wickmayer \| 2 \| 6 \| 6 \| \| \| 4 \| \| Maret Ani \| 6 \| 1 \| 1 \| \| \| 5 \| \| Kirsten Flipkens / Justine Henin \| 6 \| 4 \| 3 \| \| \| 5 \| \| Maret Ani / Kaia Kanepi \| 2 \| 6 \| 6 \| \| |         |                                  |   |         |         |  |
| 1 | Belgia  | Kim Clijsters                    | 6 | 6       |         |  |
| 1 | Estonia | Maret Ani                        | 4 | 2       |         |  |
| 2 | Belgia  | Yanina Wickmayer                 | 6 | 4       | 6       |  |
| 2 | Estonia | Kaia Kanepi                      | 2 | 6       | 1       |  |
| 3 | Belgia  | Justine Henin                    | 7 | 4       | 3       |  |
| 3 | Estonia | Kaia Kanepi                      | 6 | 6       | 6       |  |
| 4 | Belgia  | Yanina Wickmayer                 | 2 | 6       | 6       |  |
| 4 | Estonia | Maret Ani                        | 6 | 1       | 1       |  |
| 5 | Belgia  | Kirsten Flipkens / Justine Henin | 6 | 4       | 3       |  |
| 5 | Estonia | Maret Ani / Kaia Kanepi          | 2 | 6       | 6       |  |

| Ukraina | Ukraina   | 0                                    | 5  | Australia | Australia |  |
| --- | --------- | ------------------------------------ | -- | --------- | --------- |  |
| Pałac Sportu "Lokomotiw", Charków, Ukraina typ piłek: Wilson US Open 24 kwietnia – 25 kwietnia 2010 |           |                                      |    |           |           |  |
| \| 1 \| \| Alona Bondarenko \| 6 \| 3 \| 5 \| \| \| 1 \| \| Anastasija Rodionowa \| 0 \| 6 \| 7 \| \| \| 2 \| \| Marija Korytcewa \| 3 \| 0 \| \| \| \| 2 \| \| Samantha Stosur \| 6 \| 6 \| \| \| \| 3 \| \| Ludmyła Kiczenok \| 64 \| 3 \| \| \| \| 3 \| \| Samantha Stosur \| 7 \| 6 \| \| \| \| 4 \| \| Marija Korytcewa \| 6 \| 2 \| 5 \| \| \| 4 \| \| Alicia Molik \| 2 \| 6 \| 7 \| \| \| 5 \| \| Ludmyła Kiczenok / Nadija Kiczenok \| 2 \| 7 \| 1 \| \| \| 5 \| \| Rennae Stubbs / Anastasija Rodionowa \| 6 \| 62 \| 6 \| \| |           |                                      |    |           |           |  |
| 1 | Ukraina   | Alona Bondarenko                     | 6  | 3         | 5         |  |
| 1 | Australia | Anastasija Rodionowa                 | 0  | 6         | 7         |  |
| 2 | Ukraina   | Marija Korytcewa                     | 3  | 0         |           |  |
| 2 | Australia | Samantha Stosur                      | 6  | 6         |           |  |
| 3 | Ukraina   | Ludmyła Kiczenok                     | 64 | 3         |           |  |
| 3 | Australia | Samantha Stosur                      | 7  | 6         |           |  |
| 4 | Ukraina   | Marija Korytcewa                     | 6  | 2         | 5         |  |
| 4 | Australia | Alicia Molik                         | 2  | 6         | 7         |  |
| 5 | Ukraina   | Ludmyła Kiczenok / Nadija Kiczenok   | 2  | 7         | 1         |  |
| 5 | Australia | Rennae Stubbs / Anastasija Rodionowa | 6  | 62        | 6         |  |

| Niemcy | Niemcy  | 2                               | 3  | Francja | Francja |  |
| --- | ------- | ------------------------------- | -- | ------- | ------- |  |
| Frankfurter TC 1914 Palmengarten e.V, Frankfurt, Niemcy typ piłek: Dunlop Fort Tournament 24 kwietnia – 25 kwietnia 2010 |         |                                 |    |         |         |  |
| \| 1 \| \| Andrea Petković \| 6 \| 6 \| \| \| \| 1 \| \| Pauline Parmentier \| 3 \| 2 \| \| \| \| 2 \| \| Tatjana Malek \| 6 \| 3 \| 0 \| \| \| 2 \| \| Aravane Rezaï \| 2 \| 6 \| 6 \| \| \| 3 \| \| Andrea Petković \| 6 \| 7 \| \| \| \| 3 \| \| Aravane Rezaï \| 1 \| 62 \| \| \| \| 4 \| \| Julia Görges \| 65 \| 4 \| \| \| \| 4 \| \| Pauline Parmentier \| 7 \| 6 \| \| \| \| 5 \| \| Kristina Barrois / Julia Görges \| 3 \| 1 \| \| \| \| 5 \| \| Julie Coin / Alizé Cornet \| 6 \| 6 \| \| \| |         |                                 |    |         |         |  |
| 1 | Niemcy  | Andrea Petković                 | 6  | 6       |         |  |
| 1 | Francja | Pauline Parmentier              | 3  | 2       |         |  |
| 2 | Niemcy  | Tatjana Malek                   | 6  | 3       | 0       |  |
| 2 | Francja | Aravane Rezaï                   | 2  | 6       | 6       |  |
| 3 | Niemcy  | Andrea Petković                 | 6  | 7       |         |  |
| 3 | Francja | Aravane Rezaï                   | 1  | 62      |         |  |
| 4 | Niemcy  | Julia Görges                    | 65 | 4       |         |  |
| 4 | Francja | Pauline Parmentier              | 7  | 6       |         |  |
| 5 | Niemcy  | Kristina Barrois / Julia Görges | 3  | 1       |         |  |
| 5 | Francja | Julie Coin / Alizé Cornet       | 6  | 6       |         |  |

| Serbia | Serbia   | 2                                         | 3  | Słowacja | Słowacja |
| --- | -------- | ----------------------------------------- | -- | -------- | -------- |
| Belgrade Arena, Belgrad, Serbia typ piłek: Dunlop Fort All Court 24 kwietnia – 25 kwietnia 2010 |          |                                           |    |          |          |
| \| 1 \| \| Jelena Janković \| 7 \| 6 \| \| \| 1 \| \| Magdaléna Rybáriková \| 65 \| 3 \| \| \| 2 \| \| Bojana Jovanovski \| 2 \| 2 \| \| \| 2 \| \| Daniela Hantuchová \| 6 \| 6 \| \| \| 3 \| \| Jelena Janković \| 62 \| 5 \| \| \| 3 \| \| Daniela Hantuchová \| 7 \| 7 \| \| \| 4 \| \| Bojana Jovanovski \| 6 \| 7 \| \| \| 4 \| \| Magdaléna Rybáriková \| 1 \| 65 \| \| \| 5 \| \| Jelena Janković / Bojana Jovanovski \| 4 \| 3 \| \| \| 5 \| \| Daniela Hantuchová / Magdaléna Rybáriková \| 6 \| 6 \| \| |          |                                           |    |          |          |
| 1 | Serbia   | Jelena Janković                           | 7  | 6        |          |
| 1 | Słowacja | Magdaléna Rybáriková                      | 65 | 3        |          |
| 2 | Serbia   | Bojana Jovanovski                         | 2  | 2        |          |
| 2 | Słowacja | Daniela Hantuchová                        | 6  | 6        |          |
| 3 | Serbia   | Jelena Janković                           | 62 | 5        |          |
| 3 | Słowacja | Daniela Hantuchová                        | 7  | 7        |          |
| 4 | Serbia   | Bojana Jovanovski                         | 6  | 7        |          |
| 4 | Słowacja | Magdaléna Rybáriková                      | 1  | 65       |          |
| 5 | Serbia   | Jelena Janković / Bojana Jovanovski       | 4  | 3        |          |
| 5 | Słowacja | Daniela Hantuchová / Magdaléna Rybáriková | 6  | 6        |          |

## Grupa Światowa II

### Składy
| Australia                                                  | Hiszpania                                                                                       | Polska                                                                     | Belgia                                                         |
| ---------------------------------------------------------- | ----------------------------------------------------------------------------------------------- | -------------------------------------------------------------------------- | -------------------------------------------------------------- |
| Samantha Stosur Alicia Molik Casey Dellacqua Rennae Stubbs | Anabel Medina Garrigues María José Martínez Sánchez Carla Suárez Navarro Nuria Llagostera Vives | Agnieszka Radwańska Marta Domachowska Alicja Rosolska Klaudia Jans-Ignacik | Yanina Wickmayer Kirsten Flipkens Sofie Oyen An-Sophie Mestach |
| Estonia                                                    | Argentyna                                                                                       | Słowacja                                                                   | Chiny                                                          |
| Kaia Kanepi Maret Ani Margit Rüütel Anett Schutting        | Mailen Auroux María Irigoyen Aranza Salut Paula Ormaechea                                       | Dominika Cibulková Daniela Hantuchová Magdaléna Rybáriková Kristína Kučová | Lu Jingjing Zhang Shuai Han Xinyun                             |

### Pierwsza runda
| Australia | Australia | 3                                                    | 2 | Hiszpania | Hiszpania |
| --- | --------- | ---------------------------------------------------- | - | --------- | --------- |
| Memorial Drive, Adelaide, Australia typ piłek: Wilson Australian Open 6 lutego – 7 lutego 2010 |           |                                                      |   |           |           |
| \| 1 \| \| Samantha Stosur \| 2 \| 6 \| 6 \| \| 1 \| \| María José Martínez Sánchez \| 6 \| 1 \| 4 \| \| 2 \| \| Casey Dellacqua \| 2 \| 3 \| \| \| 2 \| \| Anabel Medina Garrigues \| 6 \| 6 \| \| \| 3 \| \| Samantha Stosur \| 6 \| 6 \| \| \| 3 \| \| Anabel Medina Garrigues \| 1 \| 3 \| \| \| 4 \| \| Alicia Molik \| 1 \| 1 \| \| \| 4 \| \| Carla Suárez Navarro \| 6 \| 6 \| \| \| 5 \| \| Samantha Stosur / Rennae Stubbs \| 6 \| 6 \| \| \| 5 \| \| María José Martínez Sánchez / Nuria Llagostera Vives \| 4 \| 2 \| \| |           |                                                      |   |           |           |
| 1 | Australia | Samantha Stosur                                      | 2 | 6         | 6         |
| 1 | Hiszpania | María José Martínez Sánchez                          | 6 | 1         | 4         |
| 2 | Australia | Casey Dellacqua                                      | 2 | 3         |           |
| 2 | Hiszpania | Anabel Medina Garrigues                              | 6 | 6         |           |
| 3 | Australia | Samantha Stosur                                      | 6 | 6         |           |
| 3 | Hiszpania | Anabel Medina Garrigues                              | 1 | 3         |           |
| 4 | Australia | Alicia Molik                                         | 1 | 1         |           |
| 4 | Hiszpania | Carla Suárez Navarro                                 | 6 | 6         |           |
| 5 | Australia | Samantha Stosur / Rennae Stubbs                      | 6 | 6         |           |
| 5 | Hiszpania | María José Martínez Sánchez / Nuria Llagostera Vives | 4 | 2         |           |

| Polska | Polska | 2                                      | 3 | Belgia | Belgia |
| --- | ------ | -------------------------------------- | - | ------ | ------ |
| Hala Sportowo – Widowiskowa "Łuczniczka", Bydgoszcz, Polska typ piłek: Wilson Australian Open 6 lutego – 7 lutego 2010 |        |                                        |   |        |        |
| \| 1 \| \| Marta Domachowska \| 6 \| 1 \| 3 \| \| 1 \| \| Yanina Wickmayer \| 4 \| 6 \| 6 \| \| 2 \| \| Agnieszka Radwańska \| 6 \| 7 \| \| \| 2 \| \| Kirsten Flipkens \| 2 \| 65 \| \| \| 3 \| \| Marta Domachowska \| 3 \| 6 \| \| \| 3 \| \| Kirsten Flipkens \| 6 \| 7 \| \| \| 4 \| \| Agnieszka Radwańska \| 6 \| 6 \| 5 \| \| 4 \| \| Yanina Wickmayer \| 1 \| 7 \| 7 \| \| 5 \| \| Klaudia Jans-Ignacik / Alicja Rosolska \| 6 \| 3 \| 6 \| \| 5 \| \| Sofie Oyen / An-Sofie Mestach \| 3 \| 6 \| 1 \| |        |                                        |   |        |        |
| 1 | Polska | Marta Domachowska                      | 6 | 1      | 3      |
| 1 | Belgia | Yanina Wickmayer                       | 4 | 6      | 6      |
| 2 | Polska | Agnieszka Radwańska                    | 6 | 7      |        |
| 2 | Belgia | Kirsten Flipkens                       | 2 | 65     |        |
| 3 | Polska | Marta Domachowska                      | 3 | 6      |        |
| 3 | Belgia | Kirsten Flipkens                       | 6 | 7      |        |
| 4 | Polska | Agnieszka Radwańska                    | 6 | 6      | 5      |
| 4 | Belgia | Yanina Wickmayer                       | 1 | 7      | 7      |
| 5 | Polska | Klaudia Jans-Ignacik / Alicja Rosolska | 6 | 3      | 6      |
| 5 | Belgia | Sofie Oyen / An-Sofie Mestach          | 3 | 6      | 1      |

| Estonia | Estonia   | 4                                | 1 | Argentyna | Argentyna |  |
| --- | --------- | -------------------------------- | - | --------- | --------- |  |
| Tere Sport Tennis Club, Tallinn, Estonia typ piłek: Wilson Australian Open 6 lutego – 7 lutego 2010 |           |                                  |   |           |           |  |
| \| 1 \| \| Maret Ani \| 6 \| 6 \| \| \| \| 1 \| \| María Irigoyen \| 1 \| 2 \| \| \| \| 2 \| \| Kaia Kanepi \| 6 \| 7 \| \| \| \| 2 \| \| Paula Ormaechea \| 1 \| 5 \| \| \| \| 3 \| \| Kaia Kanepi \| 6 \| 6 \| \| \| \| 3 \| \| Aranza Salut \| 1 \| 1 \| \| \| \| 4 \| \| Maret Ani \| 6 \| 6 \| \| \| \| 4 \| \| Paula Ormaechea \| 2 \| 3 \| \| \| \| 5 \| \| Margrit Ruutel / Anett Schutting \| 5 \| 4 \| \| \| \| 5 \| \| Mailen Auroux / María Irigoyen \| 7 \| 6 \| \| \| |           |                                  |   |           |           |  |
| 1 | Estonia   | Maret Ani                        | 6 | 6         |           |  |
| 1 | Argentyna | María Irigoyen                   | 1 | 2         |           |  |
| 2 | Estonia   | Kaia Kanepi                      | 6 | 7         |           |  |
| 2 | Argentyna | Paula Ormaechea                  | 1 | 5         |           |  |
| 3 | Estonia   | Kaia Kanepi                      | 6 | 6         |           |  |
| 3 | Argentyna | Aranza Salut                     | 1 | 1         |           |  |
| 4 | Estonia   | Maret Ani                        | 6 | 6         |           |  |
| 4 | Argentyna | Paula Ormaechea                  | 2 | 3         |           |  |
| 5 | Estonia   | Margrit Ruutel / Anett Schutting | 5 | 4         |           |  |
| 5 | Argentyna | Mailen Auroux / María Irigoyen   | 7 | 6         |           |  |

| Słowacja | Słowacja | 3                                    | 2 | Chiny |  |
| --- | -------- | ------------------------------------ | - | ----- |  |
| Sibamac Arena, National Tennis Centre, Bratysława, Słowacja typ piłek: Wilson US Open Extra Duty CTS 6 lutego – 7 lutego 2010 |          |                                      |   |       |  |
| \| 1 \| \| Dominika Cibulková \| 6 \| 6 \| \| \| 1 \| \| Han Xinyun \| 1 \| 4 \| \| \| 2 \| \| Daniela Hantuchová \| 6 \| 6 \| \| \| 2 \| \| Zhang Shuai \| 0 \| 1 \| \| \| 3 \| \| Dominika Cibulková \| 6 \| 6 \| \| \| 3 \| \| Zhang Shuai \| 4 \| 1 \| \| \| 4 \| \| Kristína Kučová \| 1 \| 1 \| \| \| 4 \| \| Han Xinyun \| 6 \| 6 \| \| \| 5 \| \| Kristína Kučová / Dominika Cibulková \| 3 \| krecz \| \| \| 5 \| \| Han Xinyun / Zhang Shuai \| 2 \| \| \| |          |                                      |   |       |  |
| 1 | Słowacja | Dominika Cibulková                   | 6 | 6     |  |
| 1 |          | Han Xinyun                           | 1 | 4     |  |
| 2 | Słowacja | Daniela Hantuchová                   | 6 | 6     |  |
| 2 |          | Zhang Shuai                          | 0 | 1     |  |
| 3 | Słowacja | Dominika Cibulková                   | 6 | 6     |  |
| 3 |          | Zhang Shuai                          | 4 | 1     |  |
| 4 | Słowacja | Kristína Kučová                      | 1 | 1     |  |
| 4 |          | Han Xinyun                           | 6 | 6     |  |
| 5 | Słowacja | Kristína Kučová / Dominika Cibulková | 3 | krecz |  |
| 5 |          | Han Xinyun / Zhang Shuai             | 2 |       |  |

## Baraże o Grupę Światową II

### Składy
| Polska                                                                     | Hiszpania                                                                                      | Szwecja                                                           | Chiny                                                    |
| -------------------------------------------------------------------------- | ---------------------------------------------------------------------------------------------- | ----------------------------------------------------------------- | -------------------------------------------------------- |
| Agnieszka Radwańska Marta Domachowska Klaudia Jans-Ignacik Alicja Rosolska | María José Martínez Sánchez Carla Suárez Navarro Arantxa Parra Santonja Nuria Llagostera Vives | Sofia Arvidsson Johanna Larsson Anna Brazhnikova Ellen Allgurin   | Peng Shuai Zhang Shuai Han Xinyun Zhou Yimiao            |
| Kanada                                                                     | Argentyna                                                                                      | Słowenia                                                          | Japonia                                                  |
| Aleksandra Wozniak Valérie Tétreault Sharon Fichman Marie-Ève Pelletier    | Jorgelina Cravero Aranza Salut Paula Ormaechea Victoria Bosio                                  | Polona Hercog Maša Zec Peškirič Tadeja Majeric Katarina Srebotnik | Kimiko Date-Krumm Ayumi Morita Yurika Sema Rika Fujiwara |

### Wyniki
| Polska | Polska    | 1                                               | 4  | Hiszpania | Hiszpania |
| --- | --------- | ----------------------------------------------- | -- | --------- | --------- |
| Sopot Tennis Club, Sopot, Polska typ piłek: Wilson Australian Open 24 kwietnia – 25 kwietnia 2010 |           |                                                 |    |           |           |
| \| 1 \| \| Agnieszka Radwańska \| 6 \| 6 \| \| \| 1 \| \| Carla Suárez Navarro \| 3 \| 1 \| \| \| 2 \| \| Marta Domachowska \| 64 \| 2 \| \| \| 2 \| \| María José Martínez Sánchez \| 7 \| 6 \| \| \| 3 \| \| Agnieszka Radwańska \| 3 \| 4 \| \| \| 3 \| \| María José Martínez Sánchez \| 6 \| 6 \| \| \| 4 \| \| Marta Domachowska \| 3 \| 2 \| \| \| 4 \| \| Carla Suárez Navarro \| 6 \| 6 \| \| \| 5 \| \| Klaudia Jans-Ignacik / Alicja Rosolska \| 2 \| 4 \| \| \| 5 \| \| Nuria Llagostera Vives / Arantxa Parra Santonja \| 6 \| 6 \| \| |           |                                                 |    |           |           |
| 1 | Polska    | Agnieszka Radwańska                             | 6  | 6         |           |
| 1 | Hiszpania | Carla Suárez Navarro                            | 3  | 1         |           |
| 2 | Polska    | Marta Domachowska                               | 64 | 2         |           |
| 2 | Hiszpania | María José Martínez Sánchez                     | 7  | 6         |           |
| 3 | Polska    | Agnieszka Radwańska                             | 3  | 4         |           |
| 3 | Hiszpania | María José Martínez Sánchez                     | 6  | 6         |           |
| 4 | Polska    | Marta Domachowska                               | 3  | 2         |           |
| 4 | Hiszpania | Carla Suárez Navarro                            | 6  | 6         |           |
| 5 | Polska    | Klaudia Jans-Ignacik / Alicja Rosolska          | 2  | 4         |           |
| 5 | Hiszpania | Nuria Llagostera Vives / Arantxa Parra Santonja | 6  | 6         |           |

| Kanada | Kanada    | 5                                    | 0 | Argentyna | Argentyna |  |
| --- | --------- | ------------------------------------ | - | --------- | --------- |  |
| Uniprix Stadium, Montreal, Kanada typ piłek: Wilson US Open Regular Duty 24 kwietnia – 25 kwietnia 2010 |           |                                      |   |           |           |  |
| \| 1 \| \| Aleksandra Wozniak \| 6 \| 6 \| \| \| \| 1 \| \| Paula Ormaechea \| 4 \| 2 \| \| \| \| 2 \| \| Valérie Tétreault \| 6 \| 6 \| \| \| \| 2 \| \| Jorgelina Cravero \| 4 \| 3 \| \| \| \| 3 \| \| Aleksandra Wozniak \| 6 \| 6 \| \| \| \| 3 \| \| Jorgelina Cravero \| 4 \| 4 \| \| \| \| 4 \| \| Valérie Tétreault \| 6 \| 6 \| 6 \| \| \| 4 \| \| Paula Ormaechea \| 7 \| 1 \| 1 \| \| \| 5 \| \| Sharon Fichman / Marie-Ève Pelletier \| 6 \| 6 \| \| \| \| 5 \| \| Victoria Bosio / Aranza Salut \| 4 \| 2 \| \| \| |           |                                      |   |           |           |  |
| 1 | Kanada    | Aleksandra Wozniak                   | 6 | 6         |           |  |
| 1 | Argentyna | Paula Ormaechea                      | 4 | 2         |           |  |
| 2 | Kanada    | Valérie Tétreault                    | 6 | 6         |           |  |
| 2 | Argentyna | Jorgelina Cravero                    | 4 | 3         |           |  |
| 3 | Kanada    | Aleksandra Wozniak                   | 6 | 6         |           |  |
| 3 | Argentyna | Jorgelina Cravero                    | 4 | 4         |           |  |
| 4 | Kanada    | Valérie Tétreault                    | 6 | 6         | 6         |  |
| 4 | Argentyna | Paula Ormaechea                      | 7 | 1         | 1         |  |
| 5 | Kanada    | Sharon Fichman / Marie-Ève Pelletier | 6 | 6         |           |  |
| 5 | Argentyna | Victoria Bosio / Aranza Salut        | 4 | 2         |           |  |

| Słowenia | Słowenia | 4                                  | 1 | Japonia | Japonia |  |
| --- | -------- | ---------------------------------- | - | ------- | ------- |  |
| Ljudski vrt, Dvorana Lukna, Maribor, Słowenia typ piłek: Wilson US Open 24 kwietnia – 25 kwietnia 2010 |          |                                    |   |         |         |  |
| \| 1 \| \| Katarina Srebotnik \| 7 \| 6 \| \| \| \| 1 \| \| Kimiko Date-Krumm \| 5 \| 1 \| \| \| \| 2 \| \| Polona Hercog \| 3 \| 6 \| 6 \| \| \| 2 \| \| Ayumi Morita \| 6 \| 1 \| 3 \| \| \| 3 \| \| Polona Hercog \| 4 \| 2 \| \| \| \| 3 \| \| Kimiko Date-Krumm \| 6 \| 6 \| \| \| \| 4 \| \| Katarina Srebotnik \| 6 \| 6 \| \| \| \| 4 \| \| Ayumi Morita \| 1 \| 4 \| \| \| \| 5 \| \| Polona Hercog / Katarina Srebotnik \| 6 \| 62 \| 6 \| \| \| 5 \| \| Rika Fujiwara / Yurika Sema \| 4 \| 7 \| 3 \| \| |          |                                    |   |         |         |  |
| 1 | Słowenia | Katarina Srebotnik                 | 7 | 6       |         |  |
| 1 | Japonia  | Kimiko Date-Krumm                  | 5 | 1       |         |  |
| 2 | Słowenia | Polona Hercog                      | 3 | 6       | 6       |  |
| 2 | Japonia  | Ayumi Morita                       | 6 | 1       | 3       |  |
| 3 | Słowenia | Polona Hercog                      | 4 | 2       |         |  |
| 3 | Japonia  | Kimiko Date-Krumm                  | 6 | 6       |         |  |
| 4 | Słowenia | Katarina Srebotnik                 | 6 | 6       |         |  |
| 4 | Japonia  | Ayumi Morita                       | 1 | 4       |         |  |
| 5 | Słowenia | Polona Hercog / Katarina Srebotnik | 6 | 62      | 6       |  |
| 5 | Japonia  | Rika Fujiwara / Yurika Sema        | 4 | 7       | 3       |  |

| Szwecja | Szwecja | 3                                | 2  | Chiny |   |  |
| --- | ------- | -------------------------------- | -- | ----- | - |  |
| Idrottens Hus, Helsingborg, Szwecja typ piłek: Wilson Tour Davis Cup (2 ball) 25 kwietnia – 26 kwietnia 2010 |         |                                  |    |       |   |  |
| \| 1 \| \| Johanna Larsson \| 6 \| 6 \| \| \| \| 1 \| \| Peng Shuai \| 2 \| 4 \| \| \| \| 2 \| \| Sofia Arvidsson \| 6 \| 6 \| \| \| \| 2 \| \| Zhang Shuai \| 4 \| 3 \| \| \| \| 3 \| \| Sofia Arvidsson \| 7 \| 1 \| 6 \| \| \| 3 \| \| Peng Shuai \| 64 \| 6 \| 8 \| \| \| 4 \| \| Johanna Larsson \| 2 \| 6 \| 6 \| \| \| 4 \| \| Zhang Shuai \| 6 \| 2 \| 3 \| \| \| 5 \| \| Johanna Larsson / Ellen Allgurin \| 3 \| 2 \| \| \| \| 5 \| \| Han Xinyun / Zhou Yimiao \| 6 \| 6 \| \| \| |         |                                  |    |       |   |  |
| 1 | Szwecja | Johanna Larsson                  | 6  | 6     |   |  |
| 1 |         | Peng Shuai                       | 2  | 4     |   |  |
| 2 | Szwecja | Sofia Arvidsson                  | 6  | 6     |   |  |
| 2 |         | Zhang Shuai                      | 4  | 3     |   |  |
| 3 | Szwecja | Sofia Arvidsson                  | 7  | 1     | 6 |  |
| 3 |         | Peng Shuai                       | 64 | 6     | 8 |  |
| 4 | Szwecja | Johanna Larsson                  | 2  | 6     | 6 |  |
| 4 |         | Zhang Shuai                      | 6  | 2     | 3 |  |
| 5 | Szwecja | Johanna Larsson / Ellen Allgurin | 3  | 2     |   |  |
| 5 |         | Han Xinyun / Zhou Yimiao         | 6  | 6     |   |  |

## Strefa amerykańska

### Grupa I
Miejsce rozgrywek: Yacht y Golf Club Paraguayo, Lambaré, Paragwaj
Grupa A
- Brazylia
- Kanada
- Kuba
- Portoryko

Grupa B
- Boliwia
- Chile
- Kolumbia
- Paragwaj

Kolejność końcowa
- Kanada – awans do baraży (Grupa Światowa II)
- Kolumbia
- Paragwaj
- Brazylia
- Chile
 Boliwia
- Kuba – spadek (Strefa Ameryka II)
 Portoryko – spadek (Strefa Ameryka II)

### Grupa II
- Miejsce rozgrywek:  YNational Tenis Club, Guayaquil, Ekwador
- Data: 19 kwietnia 2010
- Format:  faza grupowa – 12 reprezentacji w dwóch grupach

Uczestnicy:
- Bahamy
- Bermudy
- Kostaryka
- Dominikana
- Ekwador
- Gwatemala
- Honduras
- Jamajka
- Meksyk
- Panama
- Peru
- Trynidad i Tobago

## Strefa azjatycka

### Grupa I
- Miejsce rozgrywek:  National Tennis Centre, Kuala Lumpur, Malezja
- Data: 3 lutego – 6 lutego 2010
- Format:  faza grupowa – 8 reprezentacji w dwóch grupach

Grupa A:
- Indonezja
- Japonia
- Korea Południowa
- Nowa Zelandia

Grupa B:
- Chińskie Tajpej
- Kazachstan
- Tajlandia
- Uzbekistan

Kolejność końcowa
- Japonia – awans do baraży (Grupa Światowa II)
- Chińskie Tajpej
- Kazachstan
- Korea Południowa
- Nowa Zelandia
- Tajlandia
- Uzbekistan
- Indonezja – spadek (Strefa Azja/Oceania II)

### Grupa II
- Miejsce rozgrywek:  National Tennis Centre, Kuala Lumpur, Malezja
- Data: 3 lutego – 6 lutego 2010
- Format:  faza grupowa – 7 reprezentacji w dwóch grupach

Grupa A:
- Indie
- Malezja
- Singapur

Grupa B:
- Hongkong
- Kirgistan
- Filipiny
- Syria

Kolejność końcowa
- Indie – awans (Grupa Azja/Oceania I)
- Kirgistan
- Hongkong
- Malezja
- Singapur
- Filipiny
- Syria

## Strefa europejsko-afrykańska

### Grupa I
- Miejsce rozgrywek:  Complexo de Tenis do Jamor, Cruz Quebrada, Portugalia
- Data: 3 lutego – 6 lutego 2010
- Format:  faza grupowa – 16 reprezentacji w czterech grupach

Grupa A:
- Bułgaria
- Izrael
- Holandia
- Słowenia

Grupa B:
- Chorwacja
- Portugalia
- Rumunia
- Szwajcaria

Grupa C:
- Dania
- Węgry
- Łotwa
- Szwecja

Grupa D:
- Austria
- Białoruś
- Bośnia i Hercegowina
- Wielka Brytania

Kolejność końcowa
- Słowenia – awans do baraży (Grupa Światowa II)
 Szwecja – awans do baraży (Grupa Światowa II)
- Austria
 Szwajcaria
- Holandia
 Rumunia
- Wielka Brytania
 Węgry
- Izrael
 Białoruś
- Dania
 Chorwacja
- Bułgaria
 Łotwa
- Portugalia – spadek (Grupa Afryka/Europa II)
 Bośnia i Hercegowina – spadek (Grupa Afryka/Europa II)

### Grupa II
- Miejsce rozgrywek:  Orange Fitness & Tennis Club, Erywań, Armenia
- Data: 26 kwietnia 2010
- Format:  faza grupowa – 8 reprezentacji w dwóch grupach

Uczestnicy:
- Armenia
- Finlandia
- Gruzja
- Grecja
- Liechtenstein
- Luksemburg
- Norwegia
- Południowa Afryka

### Grupa III
- Miejsce rozgrywek:  Smash Tennis Academy, Kair, Egipt
- Data: 19 kwietnia 2010
- Format:  faza grupowa – 10 reprezentacji w dwóch grupach

Uczestnicy:
- Algieria
- Angola
- Egipt
- Islandia
- Irlandia
- Malta
- Mołdawia
- Maroko
- Namibia
- Turcja